# Пастернак
Пастерна́к (Pastinaca L.) — рід трав'янистих рослин родини зонтичних, найвідомішим представником якого є пастернак звичайний (Pastinaca sativa) — поширена харчова рослина. Походить з Європи та Азії від Туреччини й Лівану до Монголії й західного Сибіру. Рід містить 15 видів. Він схожий на петрушку, але має потовщений корінь та відмінний запах.

## Види роду пастернак
В Україні поширений пастернак звичайний, або посівний (Pastinaca sativa), зокрема підвиди:
- Pastinaca sativa subsp. sativa — пастернак звичайний сійний;
- Pastinaca sativa subsp. urens (Req. ex Godr.) Celak. — пастернак звичайний жалкий.

## Історія
Ще в доісторичні використовувався як овочева пряна культура. Насіння його знайдено в розкопках доби неоліту на території сучасної Швейцарії. Відтоді він був важливим продуктом харчування, аж до завезення в Європу картоплі. Дикорослі форми й досі відомі на Кавказі та Балканах. У нашій країні значного поширення набув у XVIII ст. Тепер у нас його культивують повсюдно, особливо в зоні консервної промисловості.

## Загальний опис
Пастернак звичайний — дворічна рослина. У перший рік утворює великий білий коренеплід та розетку з 3–7 великих пірчасто-розсічених листків висотою 60–70 см. На другий рік з'являється розгалужений квітконіс, на якому розвиваються квітки, насіння. Рослина дуже холодостійка. Пастернак вимогливий до родючості ґрунту, світлолюбний, помірно вимогливий до вологості. Насіння проростає при 2–З °С, коренеплоди зимують у ґрунті і придатні для використання при весняному збиранні до розпускання листків. Проростки витримують заморозки до -7 °C. Оптимальною для розвитку є температура 15–18 °С. При підвищенні температури понад 20 °C листки пастернаку виділяють леткі речовини, які можуть викликати сильні опіки шкіри, а рослини другого року мають такі самі властивості протягом усієї вегетації. При догляді за рослинами потрібно бути обережними, проводити його у похмурі дні або у вечірній час, обов'язково одягненим і в рукавицях. Продуктовими органами є тільки коренеплоди.
Пастернак характеризується високим вмістом вуглеводів та енергетичною цінністю. Одне з перших місць серед овочевих культур належить йому й за вмістом мінеральних солей, переважно калію. Коренеплоди містять значну кількість вітамінів С, В1, В2, В6, РР, каротину, багато ефірних олій та біологічно активних речовин, фурокумаринів, ферментів, білку, пектину, клітковини.

## Коренеплоди та їх застосування
Коренеплоди мають приємний гострувато-солодкий смак та тонкий аромат, дещо подібні і до моркви, й до петрушки, нагадують кмин, ганус, фенхель. Застосування їх у дієтичному харчуванні дуже корисне при жовчно-кам'яній і нирково-кам'яній хворобах, подагрі, після тяжких захворювань, при нервових розладах, туберкульозі, емфіземі, пневмонії, бронхіті, для поліпшення функцій органів травлення. Пастернак збуджує апетит, стимулює діяльність залоз внутрішньої секреції й обмін речовин, зміцнює стінки капілярів, знімає пропасницю і спазми, має сильну сечогінну дію, сприяє виведенню каменів та солей, є болезаспокійливим, бактерицидним і тонізуючим засобом. Інколи застосовують для лікування простати.
Використовують пастернак у складі «білого коріння» у супах та соусах. Виготовляють з нього смачні і поживні самостійні другі страви у вареному, тушкованому, запеченому чи смаженому вигляді. Іноді пастернак використовують сирим на додаток до салатів або самостійно. Заготовляють у свіжому, сухому або засоленому вигляді. З пастернаку готують деякі лікарські препарати. Пастинацин лікує грудну жабу та неврози, а бероксан — шкірні хвороби. Пастернак використовують для профілактики серцево-судинних захворювань.

## Вирощування
При сівозміні пастернак висівають після добре угноєних просапних культур (капусти, огірка, картоплі). Під зяблеву оранку вносять фосфорно-калійні добрива (Р15К5). Рано навесні проводять розпушування з внесенням азотних добрив (Nl5). Сіють з міжряддями 20–25 см. Норма висіву насіння становить 5–7 г/м². Насіння висівають на глибину 2–4 см обов'язково з ущільненням поверхні ґрунту. Сходи з'являються через 8–12 днів. У цей час проводять розпушування впоперек рядків. Рослини в рядку залишають на відстані 8–10 см одна від одної. Догляд за пастернаком передбачає 2–3-разове розпушування міжрядь, виполювання бур'янів, у разі потреби полив нормою 7–10 л/м². Урожай збирають з липня до жовтня при потребі. Перед збиранням урожаю листя скошують. Урожайність коренеплодів становить 3–7 кг/м². Зберігають їх у сховищах запіскованими. Частину рослин можна залишати в ґрунті, щоб зібрати їх рано навесні.

## У фольклорі
Найвідомішою згадкою про пастернак є жартівлива пісенька «Танцювала риба з раком»
 Танцювала риба з раком
 А петрушка з пастернаком
 А цибуля з часником
 А дівчина з козаком
Пісня кілька разів повторюється у фільмі Пропала грамота.

## Галерея

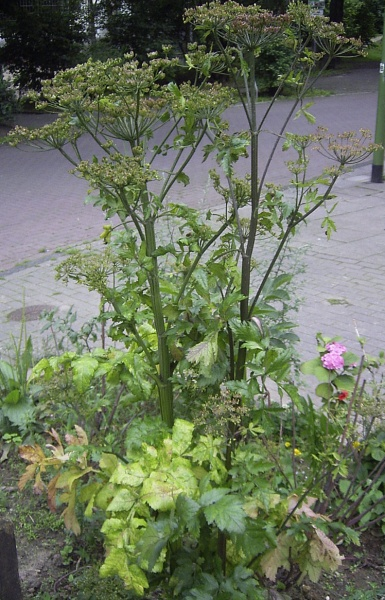
P. sativa
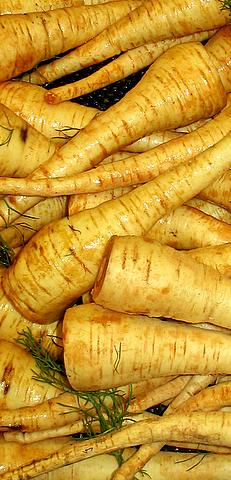
Коренеплід
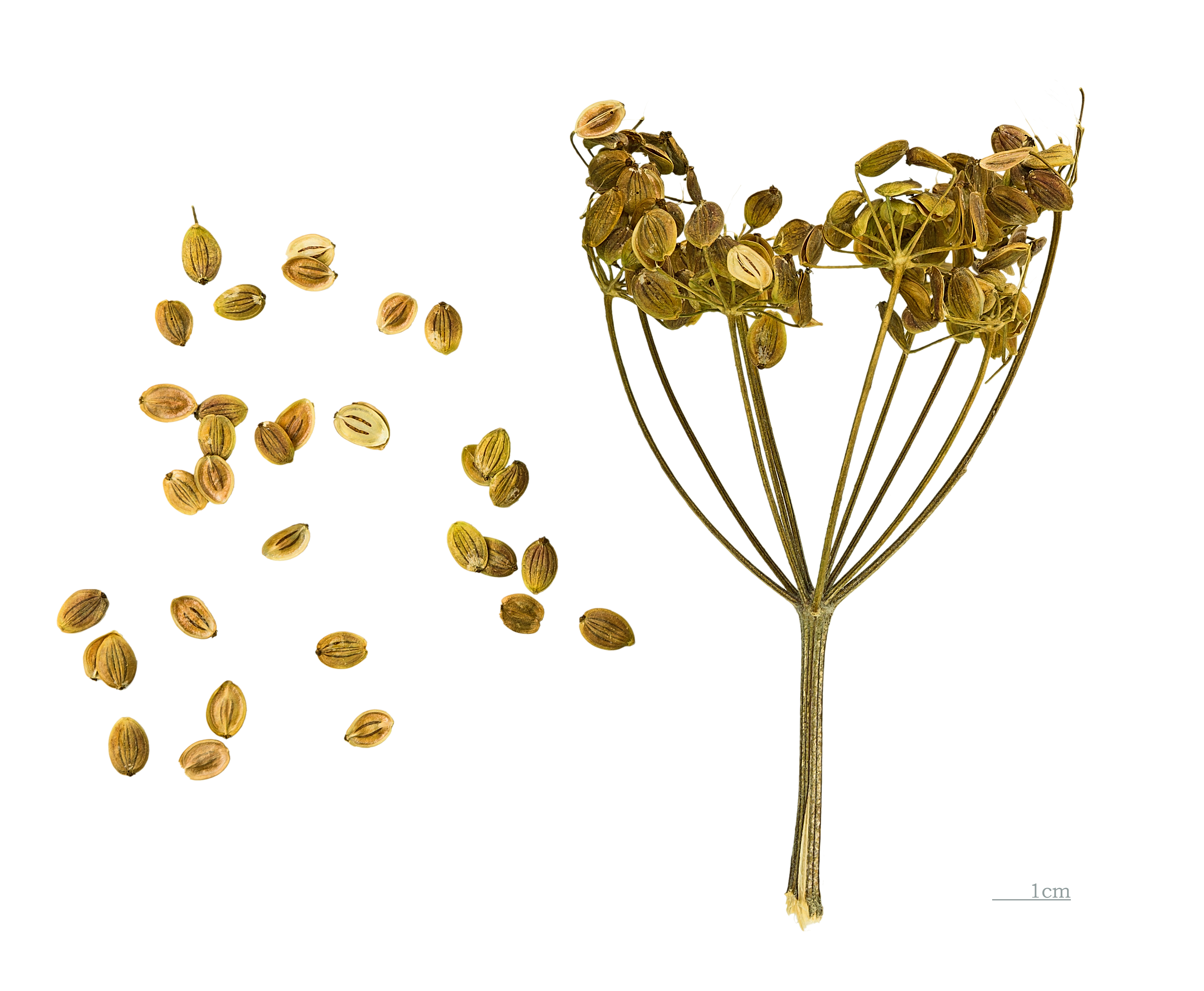
плоди P. sativa
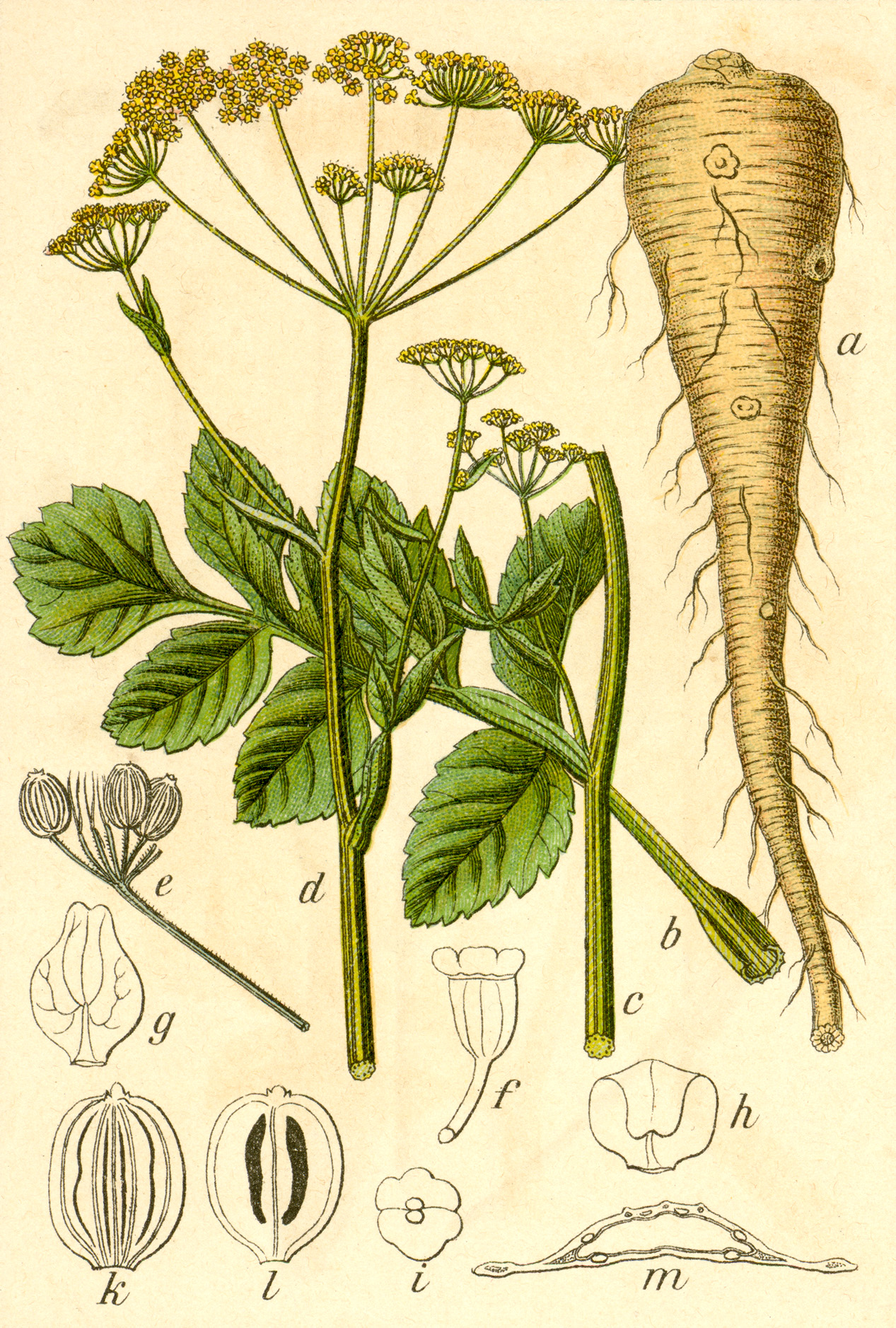
Ілюстрація P. sativa